# 高希武
高希武（1958年—2023年1月1日），男，河北唐山人，中国植物保护专家，中国农业大学植物保护学院教授，享受国务院政府特殊津贴专家。曾任中国昆虫学会副理事长，中国植物保护学会副理事长。